# Catalonia

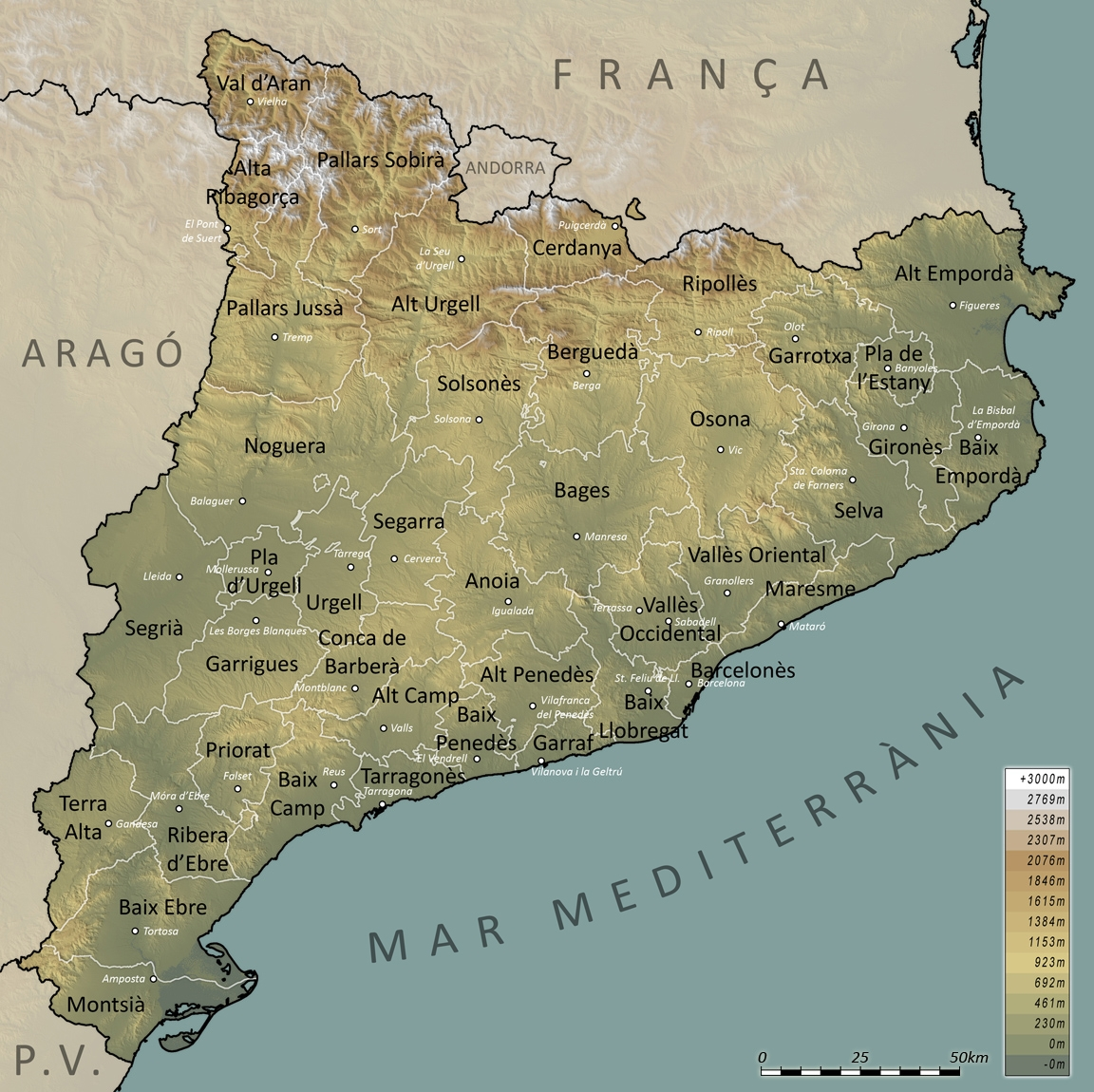
Harta Cataloniei

Catalonia (în catalană Catalunya, în spaniolă Cataluña, în occitană (aranesă) Catalonha) este o comunitate autonomă (în catalană: Comunitat autònoma, în spaniolă: Comunidad autonoma) a Spaniei, situată în extremitatea de nord-est a Peninsulei Iberice. Aceasta este desemnată ca o "naționalitate" care s-a dezvoltat peste ani prin Statutul de Autonomie. Capitala și cel mai mare oraș este Barcelona, al doilea cel mai populat municipiu din Spania.
Constituie nucleul original și cel mai important și mai extins teritoriu al limbii și culturii catalane. Spre deosebire de comunitatea autonomă Catalonia, cunoscută uneori și sub numele de Principat sau de "Catalonia strictă", (catalană: Catalunya estricta, spaniolă: Cataluña estricta), există și regiunea istorică Catalonia, mai extinsă ca suprafață, care,  pe lângă comunitatea autonomă spaniolă, include Pyrénées-Orientales (catalană: Catalunya Nord), o provincie a Franței din 1659, provincia vecină  Valencia, (catalană: València, spaniolă: Comunidad Valenciana), Insulele Baleare (catalană: Illes Balears, spaniolă: Islas Baleares), Andorra, și o zonă adiacentă  din Aragon (referită informal ca Franja de Ponent). Toate aceste zone sunt asociate cu istoria poporului catalan și cu răspândirea limbii catalane. Întreaga regiune istorică amintită este cunoscută sub numele de Țările Catalane (catalană: Països Catalans).
Termenul Catalonia este, oricum, câteodată aplicat de catalani, mai ales de cercurile naționaliste, pentru întreaga regiune istorică vorbitoare de catalană.
Conform Institutului de Statistica din Catalonia, în anul 2013, 51% dintre locuitorii regiunii foloseau limba spaniolă ca limbă principală de comunicare, 36% limba catalană, 6% și spaniola și catalana în egală măsură, restul fiind limbi vorbite de emigranți.
Din punct de vedere administrativ Catalonia este divizată  în patru provincii: Barcelona, Girona, Lleida, și Tarragona. De asemenea provinciile sunt divizate in „comarques”, adică districte sau raioane.

## Toponimie
Numele Catalunya ("Catalonia") a început să fie folosit pentru patria catalanilor ("Cathalanenses") în sfârșitul secolului al XI-lea și probabil a fost utilizat ca o referință teritorială la grupul de județe, care a cuprins o parte din luna martie a Gothia și martie Hispaniei sub controlul contelui de Barcelona și rudele sale. Originea numelui Catalunya face obiectul unor diverse interpretări, din cauza lipsei de dovezi.

## Istorie
După căderea Imperiului Roman, zona a fost cucerită de vizigoți și a fost condusă ca parte a Regatului vizigot timp de aproape două secole și jumătate. În 718, a intrat sub control musulman și a devenit parte a Al-Andalus, o provincie a Califatului Omeiad. De la cucerirea lui Roussillon în 760, până la cucerirea Barcelonei în 801, Imperiul Franc a preluat controlul asupra zonei dintre Septimania și râul Llobregat de la musulmani și a creat un grup de comitate. Aceste județe făceau parte din istoriografic cunoscut sub numele de Marșuri Hispanice, o zonă tampon în nord-estul Peninsulei Iberice, pentru a acționa ca o barieră defensivă pentru Imperiul franc împotriva invaziilor ulterioare din Al-Andalus.
În secolul al X-lea Comitatul Barcelona a devenit progresiv independent. La începutul secolului al XI-lea, comitate catalane au suferit un proces important de feudalizare. În 1137, Ramon Berenguer al IV-lea, contele de Barcelona a decis să accepte propunerea regelui Ramiro al II-lea al Aragonului de a se căsători cu regina Petronilla, stabilind uniunea dinastică a comitatului Barcelona cu Regatul Aragonului, creând monarhia compusă cunoscută sub numele de Coroana Aragonului. În cadrul Coroanei, Barcelona și celelalte comitate catalane au evoluat într-o entitate politică cunoscută sub numele de Principatul Cataloniei.
Ca un teritoriu de coastă, Catalonia a devenit baza forțelor maritime ale Coroanei, care răspândesc puterea Coroanei Aragonului în Marea Mediterană, și a transformat Barcelona într-un oraș puternic și bogat. Limba catalană a înflorit și s-a extins pe măsură ce mai multe teritorii au fost adăugate Coroanei Aragonului, inclusiv Valencia, Insulele Baleare, Sardinia, Sicilia, Napoli și Atena. Trei importante instituții constituționale în acest timp a fost organismul parlamentar Corts Catalanes, Generalitat de Catalunya și (în orașul Barcelona) Consell de Cent. Criza Evului Mediu târziu, sfârșitul domniei Casei de Barcelona, conflictele iobagilor și urbane și un război civil (1462–1472) au slăbit rolul Principatului în cadrul Coroanei și la nivel internațional.
Căsătoria dintre Ferdinand al II-lea de Aragon și Isabela I a Castiliei în 1469 a creat o uniune dinastică între Coroanele de Aragon și Castilia, ambele regate păstrându-și propriile legi, instituții, granițe și monedă.

## Geografie

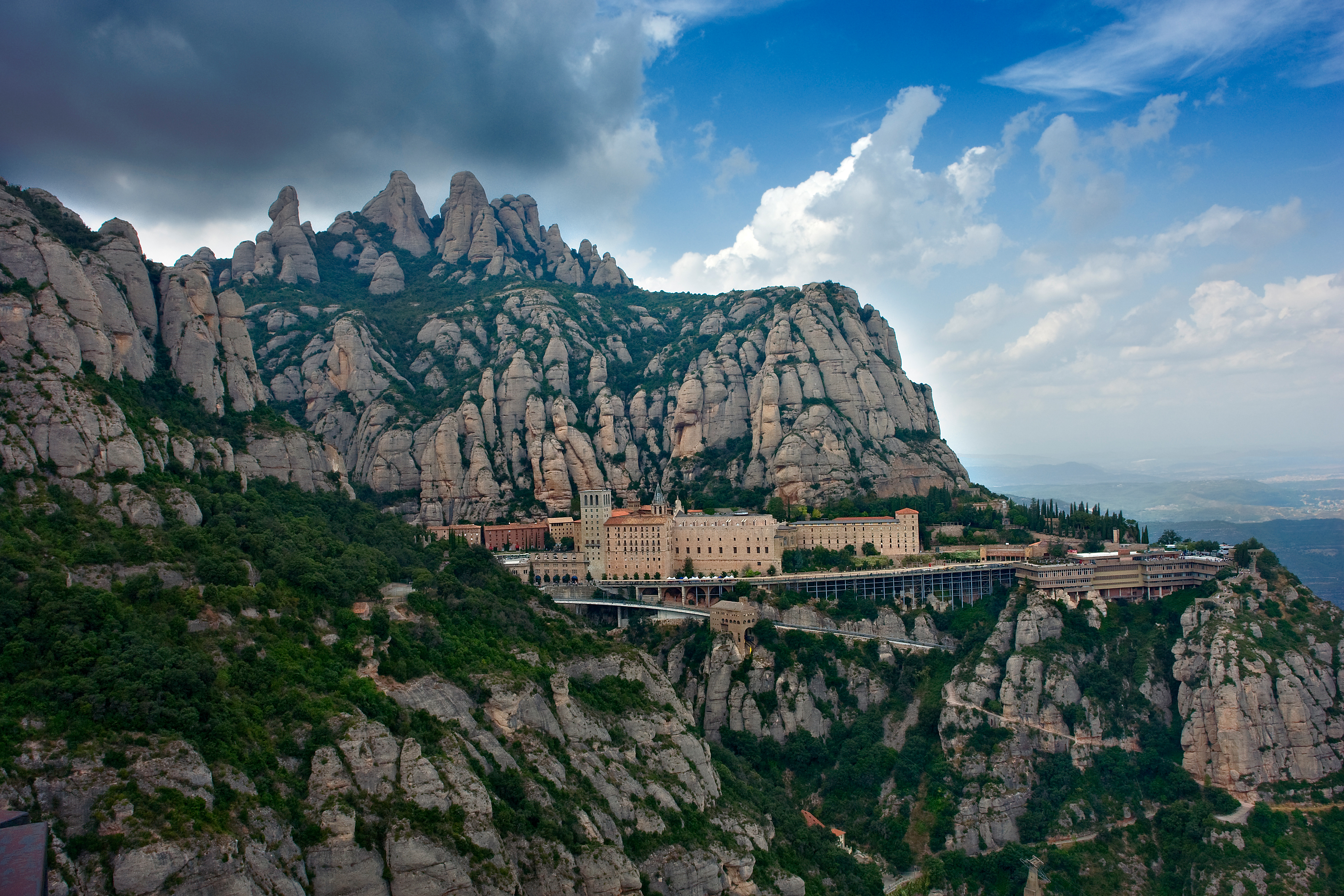
Muntele Montserrat și Mănăstirea Montserrat

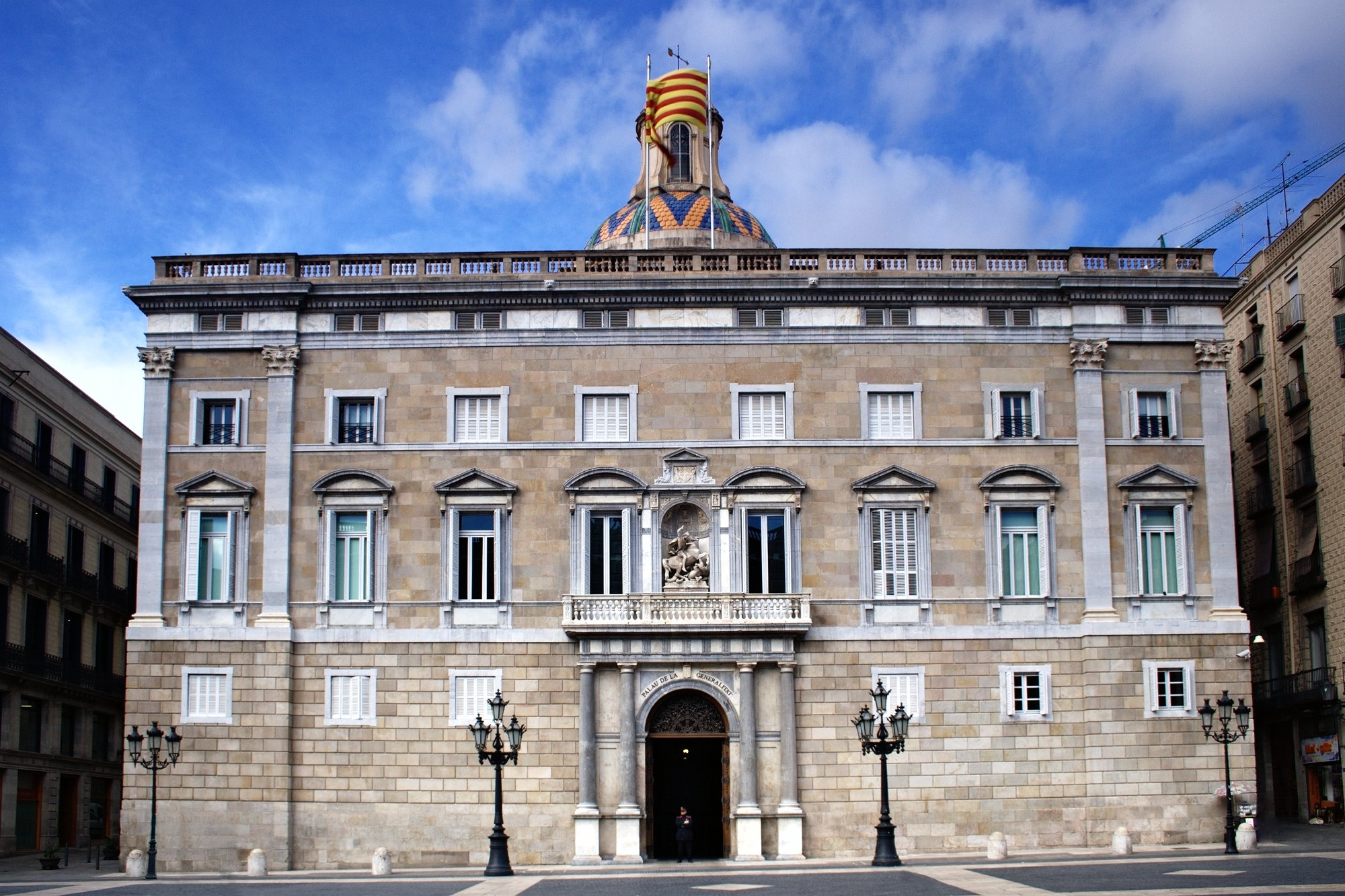
Palau de la Generalitat, Sediul guvernului Cataloniei

Regiunea autonomă Catalona se învecinează cu Valencia la sud, cu Aragon la vest, cu Franța și Andorra la nord și cu Marea Mediterană la est și la sud-est.
Munți:
- Pirinei și Catalani: Val d'Aran în partea de nord, Pica d'Estats 3141 m., Puigmal 2911 m., depresiunea Cerdanya, pasul Perthus (în apropriere de drumul antic din timpul romanilor).
- Munți de pe litoralul catalan: Montseny, Montserrat, Montsant.
- Sistem Iberic: Maestrat.

Râuri principale:
- Fluvià
- Ter
- Tordera
- Besòs
- Llobregat
- Foix
- Francolí
- Gaià
- Ebru (catalană: Ebre, spaniolă: Ebro) și afluenții săi: Noguera Pallaresa, Noguera Ribagorçana, Segre, Valira.

## Clima
Clima din Catalonia este foarte diversă. Zonele cu populația situată pe coasta din Tarragona, Barcelona și Girona au un climat mediteranean, partea interioară (inclusiv provincia Lleida și partea interioară a provinciei Barcelona) cuprind un climat continental mediteranian iar Munții Pirinei au un climat alpin.
În zona mediteraneană, verile sunt uscate și călduroase, iar temperatura maximă este în jur de 25-30 °C. Iarna este rece în unele zone și ninge frecvent în Munții Pirinei, ocazional ninge la altitudini mai mici, chiar și în zonele de coasta iar primăvara și toamna sunt de obicei anotimpuri ploioase.
Parte interioară din Catalonia este caldă și uscată pe timpul verii. Temperatura poate ajunge la 35 °C, în unele zile chiar și la 40 °C. Nopțile sunt mai reci decât la coastă, cu temperaturi de aproximativ 14 °- 16 °C.

## Politică
Numele oficial al administrației autonome catalane (incluzând consiliul executiv sau guvernul, parlamentul și președintele) este Generalitat de Catalunya. Ca și celelalte comunități autonome ale Spaniei, regiunea deține propria ei forță de poliție civilă, Mossos d'Esquadra, care după obținerea autonomiei a preluat atribuțiile de menținere a ordinii publice de la Guardia Civil și Policia Nacional, aflate sub conducerea guvernului central spaniol.
Spre deosebire de comunitățiile autonome Navarra și Țara bascilor, Catalonia  nu are un sistem fiscal independent de guvernul spaniol central. Din cauza datoriei publice, agenția Standard & Poor's a retrogradat ratingul Cataloniei la B+.
Parlamentul Cataloniei (în catalană: Parlament de Catalunya) este organul legislativ al Generalitati și reprezintă cetățenii Cataloniei. Este ales la fiecare patru ani prin vot universal și are competențe de a legifera în diferite chestiuni precum educație, sănătate, cultură, organizare internă instituțională și teritorială, alegerea și controlul președintelui Generalității și al Guvernului, bugetul și alte chestiuni, conform Statutului de Autonomie. Ultimele alegeri catalane au avut loc pe 14 februarie 2021, iar actualul său președinte este Laura Borràs, în funcție din 12 martie 2021.
Președintele Generalitati Cataloniei (în catalană: President de la Generalitat de Catalunya) este cel mai înalt reprezentant al Cataloniei și este, de asemenea, responsabil de conducerea acțiunii guvernului. De la restabilirea Generalității la revenirea democrației în Spania, președinții Cataloniei au fost Josep Tarradellas (1977–1980, președinte în exil din 1954), Jordi Pujol (1980–2003), Pasqual Maragall (2003–2006), José Montilla (2006–2010), Artur Mas (2010–2016), Carles Puigdemont (2016–2017) și, după impunerea guvernării directe de la Madrid, Quim Torra (2018–2020) și Pere Aragonès (2020-).

### Împărțire administrativă
Catalonia constă din patru provincii (Barcelona, Girona, Lleida și Tarragona), create de către Javier de Burgos prin decretul regal de la 30 noiembrie 1833. De asemenea provinciile sunt divizate in 42 "comarques", adică districte sau raioane. Fiecare dintre ele se mai împarte în municipii, al căror număr total este 947.

## Cultură și societate

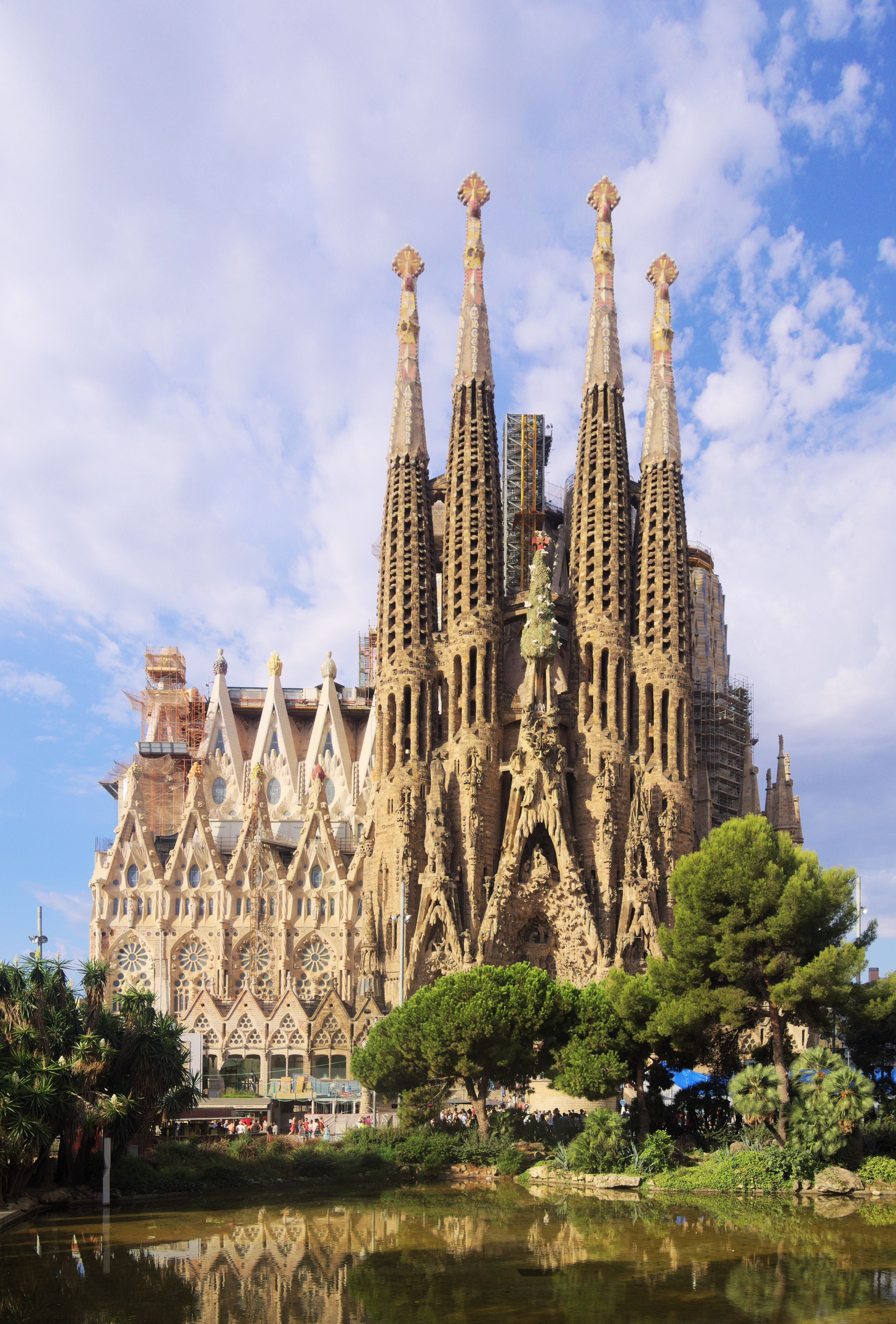
Sagrada Família

### Locuri din patrimoniul mondialUNESCOîn Catalonia
- Ansamblul arheologic de la Tarraco, Tarragona
- Bisericile catalane în stil romanic din Vall de Boí
- Sagrada Família, Barcelona
- Parc Güell, Barcelona
- Palau Güell, Barcelona
- Casa Milà, Barcelona
- Mănăstirea Poblet, Poblet, provincia Tarragona
- Palau de la Música Catalana, Barcelona
- Spitalul Sant Pau, Barcelona

### Tradiții

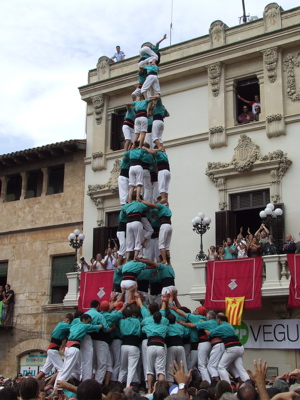
Castell

Festivalurile și tradițiile din Catalonia unesc societatea catalană și ajută la cimentarea caracterului ei particular. Printre cele mai importante festivități se numără  correfocs, în care „dracii" „se joacă” cu focul și cu oamenii. Acești draci nu sunt în acest caz  încarnarea răului; ei sunt exuberanți, dansând pe sunetele tamburinelor și ale tradiționalului oboi,  timp în care lansează focuri de artificii.
Dar poate cele mai spectaculoase dintre festivalurile catalane sunt acelea ale colles castelleres, grupuri de entuziaști care formează turnuri de oameni impresionante (până la înălțimea a nouă oameni). Această tradiție veche, care acum s-a extins într-o mare parte a Cataloniei, și care a devenit un show, sau sport care atrage mii și mii de catalani. Alte sărbători folclorice importante sunt carnavalul din Vilanova i la Geltrú și Patumul din Berga.
Catalanii au și o muzică deosebită de dansuri. Dansul numit sardana este un dans deschis, circular, care își are originea in Catalonia de nord, mai cu seamă în districtul Empordà din provincia Girona. El este dansat în zilele noastre în piețe și străzi, pe muzica unor ansambluri de instrumente de suflat numite cobles. Oricine se poate alătura dansatorilor.

### Simboluri naționale
Catalonia are propriile simboluri naționale reprezentative și distinctive, unele dintre ele recunoscute oficial, cum ar fi:
- Drapelul Cataloniei, numit Senyera, este se bazează pe emblema heraldică a conților din Barcelona și stema Coroanei de Aragon, care este format din patru dungi roșii pe un fond de aur. Acesta a fost un simbol oficial, deoarece Statutul Cataloniei din 1932.
- Ziua Națională a Cataloniei este pe al 11 septembrie, și este numit în mod obișnuit La Diada. Ea comemorează 1714 asediul Barcelona înfrângerii în timpul războiului de succesiune spaniol.
- Els Segadors (Secerătorii) este imnul național din Catalonia. A fost scris în forma sa actuală de către Emili Guanyavents în 1899. Cantecul este oficial prin lege de la 25 februarie 1993. Aceasta se bazează pe evenimentele din 1640 în timpul Revoltei din Catalonia.
- Ziua Sfântul Gheorghe (catalană: Diada de Sant Jordi) este larg celebrată în toate orașele din Catalonia, pe 23 aprilie și include un schimb de cărți și trandafiri între cupluri sau membri ai familiei.